# Narcissus viridiflorus
Narcissus viridiflorus es una especie de planta bulbosa perteneciente a la familia de las amarilidáceas y el único miembro del género Narcissus de la sección Chloraster. Es originaria del sur de la península ibérica y del Norte de África.

## Descripción
Es una especie de  narciso con flores fuertemente perfumadas y de color verde, que florece  en el otoño, con una a cinco flores en una umbela. Se encuentra distribuida por España y Marruecos, donde crece en lugares rocosos. Necesita un descanso con calor para florecer.

## Taxonomía
Narcissus viridiflorus fue descrita por el botánico, algólogo y explorador danés, Peder Kofod Anker Schousboe y publicado en Iagttagelser over Vextriget i Marokko... 157, en el año 1800.
Citología
Número de cromosomas de Narcissus viridiflorus (Fam. Amaryllidaceae) y táxones infraespecíficos: 2n=28
Etimología
Narcissus nombre genérico que hace referencia  del joven narcisista de la mitología griega Νάρκισσος (Narkissos) hijo del dios río Cephissus y de la ninfa Leiriope; que se distinguía por su belleza. 
El nombre deriva de la palabra griega: ναρκὰο, narkào (= narcótico) y se refiere al olor penetrante y embriagante de las flores de algunas especies (algunos sostienen que la palabra deriva de la palabra persa نرگس y que se pronuncia Nargis, que indica que esta planta es embriagadora). 
viridiflorus: epíteto latino que significa "con flores verdes".
Sinonimia
- Chloraster fissus Haw.
- Chloraster integer Haw.
- Chloraster viridiflorus (Schousb.) M.Roem.
- Hermione viridiflora (Schousb.) Haw.
- Jonquilla viridiflora (Schousb.) Raf.
- Narcissus integer (Haw.) Spach
- Prasiteles viridiflorus (Schousb.) Salisb.[5]

## Estado de conservación
Declarado VU (especie vulnerable) en la Lista Roja Nacional de España de 2008.